# Volta a Cataluña 1923
La Volta a Cataluña 1923 fue la quinta edición de la Volta a Cataluña. Se disputó en 4 etapas del 31 de mayo al 3 de junio de 1925. El vencedor final fue el francés Maurice Ville, por delante de los también franceses José Pelletier y José Nat.
52 ciclistas tomaron la salida en esta edición de la Volta a Cataluña de las cuales 27 acabaron la prueba. 

## Etapas
| Etapa | Fecha      | Ciudades de etapa    | km     | Vencedor de la etapa | Líder de la general |
| ----- | ---------- | -------------------- | ------ | -------------------- | ------------------- |
| 1º    | 31 de mayo | Barcelona - Reus     | 172 km | Maurice Ville        | Maurice Ville       |
| 2º    | 1 de junio | Reus - Manresa       | 160 km | Maurice Ville        | Maurice Ville       |
| 3º    | 2 de junio | Manresa - Figueras   | 172 km | José Pelletier       | Maurice Ville       |
| 4º    | 3 de junio | Figueras - Barcelona | 142 km | Maurice Ville        | Maurice Ville       |

### 1ª etapa[1]
31-05-1923:  Barcelona - Reus. 172 km
|   | Ciclista           | Tiempo     |
| - | ------------------ | ---------- |
| 1 | Maurice Ville      | 7h 10' 00" |
| 2 | Etienne Dorfeuille | + 1' 10"   |
| 3 | José Nat           | + 3' 25"   |

|   | Ciclista           | Tiempo     |
| - | ------------------ | ---------- |
| 1 | Maurice Ville      | 7h 10' 00" |
| 2 | Etienne Dorfeuille | + 1' 10"   |
| 3 | José Nat           | + 3' 35"   |

### 2ª etapa
1-06-1923: Reus - Manresa. 160 km
|   | Corredor        | Tiempo     |
| - | --------------- | ---------- |
| 1 | Maurice Ville   | 6h 35' 00" |
| 2 | José Nat        | + 1' 10"   |
| 3 | Victorino Otero | + 1' 15"   |

|   | Ciclista        | Tiempo      |
| - | --------------- | ----------- |
| 1 | Maurice Ville   | 13h 45' 00" |
| 2 | José Nat        | + 4' 45"    |
| 3 | Victorino Otero | + 7' 15"    |

### 3ª etapa
02-06-1923: Manresa - Figueras. 172 km
|   | Ciclista       | Tiempo     |
| - | -------------- | ---------- |
| 1 | José Pelletier | 6h 34' 00" |
| 2 | Maurice Ville  | + 1' 00"   |
| 3 | Miguel Mucio   | + 2' 30"   |

|   | Ciclista       | Tiempo      |
| - | -------------- | ----------- |
| 1 | Maurice Ville  | 20h 20' 00" |
| 2 | José Pelletier | + 13' 10"   |
| 3 | José Nat       | + 20' 47"   |

### 4ª etapa[2]
3-06-1923: Figueras - Barcelona. 142 km
|   | Ciclista           | Tiempo     |
| - | ------------------ | ---------- |
| 1 | Maurice Ville      | 6h 16' 00" |
| 2 | José Pelletier     | m. t.      |
| 3 | Etienne Dorfeuille | m. t.      |

|   | Ciclista       | Tiempo      |
| - | -------------- | ----------- |
| 1 | Maurice Ville  | 26h 36' 00" |
| 2 | José Pelletier | + 13' 10"   |
| 3 | José Nat       | + 20' 47"   |

## Clasificación General
|    | Ciclista             | Tiempo       |
| -- | -------------------- | ------------ |
|    | Maurice Ville        | 26h 36' 00"  |
| 2  | José Pelletier       | + 13' 10"    |
| 3  | José Nat             | + 20' 47"    |
| 4  | Victorino Otero      | + 27' 35"    |
| 5  | Miguel Mucio         | + 31' 40"    |
| 6  | Etienne Dorfeuille   | + 32' 12"    |
| 7  | Miguel García        | + 1h 27' 10" |
| 8  | Francisco Tresserras | + 1h 27' 30" |
| 9  | Juan Solanas         | + 1h 28' 02" |
| 10 | José María Sans      | + 1h 39' 40" |